# Nisos Tilos Kai Nisides: Antitilos, Pelekousa, Gaidouronisi, Giakoumis, Agios Andreas, Prasouda , Nisi Kai Thalassia Periochi
Nisos Tilos Kai Nisides: Antitilos, Pelekousa, Gaidouronisi, Giakoumis, Agios Andreas, Prasouda , Nisi Kai Thalassia Periochi este o arie protejată (arie de protecție specială avifaunistică — SPA) din Grecia întinsă pe o suprafață de 17.773,42 ha, integral pe uscat.

## Localizare
Centrul sitului Nisos Tilos Kai Nisides: Antitilos, Pelekousa, Gaidouronisi, Giakoumis, Agios Andreas, Prasouda , Nisi Kai Thalassia Periochi este situat la coordonatele 36°26′38″N 27°19′24″E / 36.443788°N 27.323368°E.

## Înființare
Situl Nisos Tilos Kai Nisides: Antitilos, Pelekousa, Gaidouronisi, Giakoumis, Agios Andreas, Prasouda , Nisi Kai Thalassia Periochi a fost declarat arie de protecție specială avifaunistică în octombrie 2001 pentru a proteja 33 de specii de animale.

## Biodiversitate
Situată în ecoregiunile marină mediteraneană și mediteraneană, aria protejată nu include niciun habitat protejat.
La baza desemnării sitului se află mai multe specii protejate de  păsări (33): ciocârlie-de-câmp (Alauda arvensis), pescăruș albastru (Alcedo atthis), fâsă-de-câmp (Anthus campestris), lăstunul mare (Apus apus), șorecarul comun (Buteo buteo), ciocârlie-cu-degete-scurte (Calandrella brachydactyla), caprimulg (Caprimulgus europaeus), șerpar (Circaetus gallicus), cuc (Cuculus canorus), lăstun de casă (Delichon urbicum), egretă mică (Egretta garzetta), Emberiza caesia, Falco eleonorae, șoim călător (Falco peregrinus), muscar-gulerat (Ficedula albicollis), Ficedula semitorquata, Hippolais olivetorum, rândunică (Hirundo rustica), capîntortură (Jynx torquilla), sfrânciocul cu frunte neagră (Lanius minor), pescăruș râzător (Larus ridibundus), prigoare (Merops apiaster), codobatura galbenă (Motacilla flava), grangur (Oriolus oriolus), vultur pescar (Pandion haliaetus), vrabie negricioasă (Passer hispaniolensis), viespar (Pernis apivorus), Phalacrocorax aristotelis desmarestii, Phalacrocorax carbo sinensis, corcodel mare (Podiceps cristatus), corcodel-cu-gât-negru (Podiceps nigricollis), Tachymarptis melba, fluierarul de zăvoi (Tringa ochropus)
Pe lângă speciile protejate, pe teritoriul sitului au mai fost identificate 3 specii de păsări.